# East-West
East-West är ett musikalbum av The Butterfield Blues Band som lanserades i augusti 1966 på Elektra Records. Det spelades in på Chess Studios i Chicago i juli 1966 och var gruppens andra album. Skivan innehåller mestadels covers på gamla blueslåtar, men dess titelspår var en 13 minuter lång "jam-session", inspirerad av strukturer inom modal jazz. Jämfört med debuten där Mike Bloomfield dominerade ljudbilden med sin gitarr får även Elvin Bishop tillfälle att visa upp sitt gitarrspel här. Detta var det sista album som Mike Bloomfield spelade in med gruppen.

## Låtlista

### Sida A
| Nr | Titel                          | Kompositör      | Längd |
| -- | ------------------------------ | --------------- | ----- |
| 1. | Walkin' Blues                  | Robert Johnson  | 3:15  |
| 2. | Get Out of My Life Woman       | Allen Toussaint | 3:13  |
| 3. | I Got a Mind to Give Up Living | Traditionell    | 4:57  |
| 4. | All These Blues                | Traditionell    | 2:18  |
| 5. | Work Song                      | Nat Adderley    | 7:53  |

### Sida B
| Nr | Titel              | Kompositör                       | Längd |
| -- | ------------------ | -------------------------------- | ----- |
| 1. | Mary, Mary         | Michael Nesmith                  | 2:48  |
| 2. | Two Trains Running | Muddy Waters                     | 3:50  |
| 3. | Never Say No       | Traditionell                     | 2:57  |
| 4. | East-West          | Mike Bloomfield, Nick Gravenites | 13:10 |

## Medverkande
- Paul Butterfield — sång, munspel
- Mike Bloomfield — elgitarr
- Elvin Bishop — elgitarr, huvudsångare "Never Say No"
- Mark Naftalin — piano, orgel
- Jerome Arnold — bas
- Billy Davenport — trummor

## Listplaceringar
| Year | Chart         | Position |
| ---- | ------------- | -------- |
| 1967 | Billboard 200 | 65       |